# Dieter Gerten
Dieter Gerten (* 1970) ist S-Professor für Klimasystem und Wasserhaushalt im Globalen Wandel an der Humboldt-Universität zu Berlin und hauptberuflich tätig am Potsdam-Institut für Klimafolgenforschung (PIK).
Seine Forschungsinteressen sind: Globale Wasserressourcen. Landwirtschaftliche Wasserknappheit. Ökosysteme im Klimawandel (global und lokal, terrestrisch und limnisch). Menschlicher Einfluss auf Wasser und Biosphäre. Religion und Wasser. Planetare Grenzen.
Er stand 2021 auf Platz 90 (Platz 9 in Deutschland) der Reuters Hot List der 1.000 Top-Klimawissenschaftler.

## Werke (Auswahl)
- Wasser (Monographie zu globalen Wasserfragen) C.H. Beck Taschenbuch, 2018 (1. Auflage), ISBN 978-3-406-68133-2

- Studie über die Ernährung der Welt innerhalb der planetaren Grenzen[4]